# وحدتية

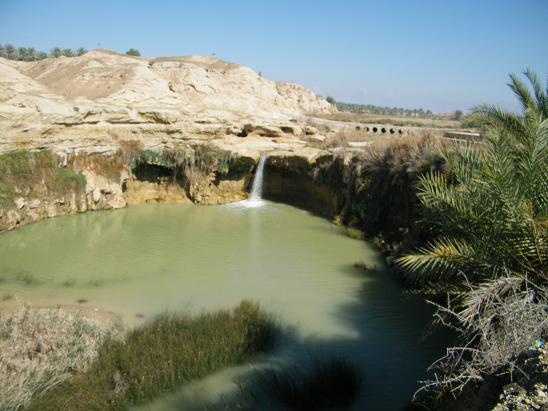
صورة لشلال تل سكروب، بالفارسية (آبشارتل سرکوب).

مدينة وحدتيه هي مدينة إيرانية وفي بلدة سعد آباد التابع لمقاطعة دشتستان من محافظة بوشهر في جنوب إيران، كان عدد سكانها سنة 2004 حوالي 11032 نسمة.